# Celastrus pringlei
Celastrus pringlei là một loài thực vật có hoa trong họ Dây gối. Loài này được Rose mô tả khoa học đầu tiên năm 1899.